# Champlin, Ardennes
 Champlin là một xã ở tỉnh Ardennes, thuộc vùng Grand Est ở phía bắc nước Pháp.